# 周末

地圖上顯示不同國家的週末假日

周末（英語：Weekend），又作週末，字面是指一週的最後一天，但在不同地區、文化而使其定義有所差別。在許多英語國家中，日常生活中所指的週末常常指星期五晚上到星期日之間。
在社會上，週休二日制下的星期六、日是多數學生和上班族不必上班上課且可以休假的時間，因此合併泛稱週末。
在基督宗教的經典中，星期六即一週的最後一天，是舊约所指的安息日；而星期日為一週的第一天，是信徒崇拜（彌撒）的日子。
週五是一周工作的最後一天，所以一般意義來說週五晚上是週末的開始，週六是一周最後一天，所以也叫週末。

## 另見
- 周日